# Lesce
Lesce este o localitate din comuna Radovljica, Slovenia, cu o populație de 2.778 de locuitori.